# Parafia św. Katarzyny Aleksandryjskiej i św. Jana Chrzciciela w Bytowie
Parafia św. Katarzyny Aleksandryjskiej i św. Jana Chrzciciela w Bytowie – rzymskokatolicka parafia w Bytowie, erygowana w 1238. Należy do dekanatu Bytów diecezji pelplińskiej. Jest najstarszą parafią w mieście.

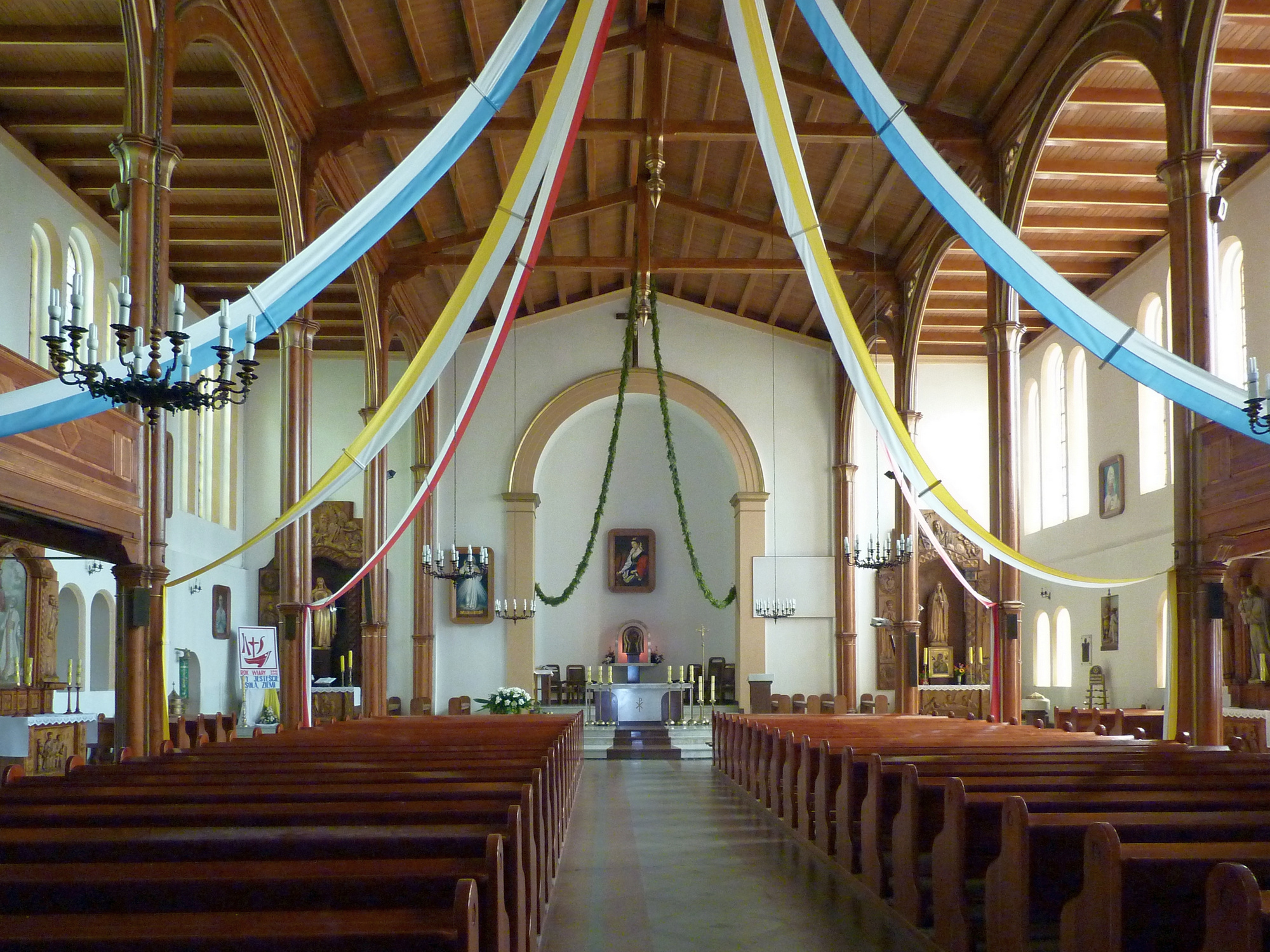
Wnętrze kościoła parafialnego